# Guo Yun
Guo Yun, född 1847, död 1916, var en kinesisk diktare och memoarskrivare. 
Hon var dotter till ämbetsmannen Gu Peilin, som föll i strid mot Taipingrebellerna i Dingyuan 1858. Hon gifte sig med Zheng Jihong (1848-1881), och blev tidigt änka med ansvar för uppfostran och utbildning av flera barn. Hennes verk skildrar hennes familjs kaotiska historia under Taipingupproret. 